# اليوم (الولايات المتحدة الأمريكية)
اليوم (بالإنجليزية: Today)‏ هو برنامج تلفزيوني إخباري أمريكي صباحي يبث على شبكة إن بي سي. بدأ البرنامج في 14 يناير 1952. كان الأول من نوعه على التلفزيون الأمريكي وفي العالم ، وبعد 68 عامًا من البث احتل المركز الخامس في قائمة أطول المسلسلات التلفزيونية الأمريكية.

## روابط خارجية
- اليوم (الولايات المتحدة الأمريكية) على موقع IMDb (الإنجليزية)
- اليوم (الولايات المتحدة الأمريكية) على موقع ميتاكريتيك (الإنجليزية)
- اليوم (الولايات المتحدة الأمريكية) على موقع الموسوعة البريطانية (الإنجليزية)
- اليوم (الولايات المتحدة الأمريكية) على موقع كينوبويسك (الروسية)
- اليوم (الولايات المتحدة الأمريكية) على موقع قاعدة بيانات الفيلم (الإنجليزية)